# A.J. Hackett
A.J. Hackett, właśc. Alan John Hackett (ur. 1958) – nowozelandzki skoczek i prekursor bungee.
Zainspirowany rytuałami z wysp Vanuatu, Hackett użył super-elastycznej gumy, którą wykorzystał do skakania z dużych wysokości takich jak: mosty, wieże i budynki. Jednym z jego pierwszych ekstrawaganckich skoków był skok z Wieży Eiffla w Paryżu w 1987 roku.
Okrzyknięty ojcem skoków bungy, założył swoją własną firmę AJ Hackett Bungy i stworzył jej siedzibę na moście Kawarau w Queenstown w Nowej Zelandii w 1988, która stała się pierwszym na świecie miejscem, gdzie można było skakać komercyjnie. W późniejszym czasie powstały inne takie miejsca, m.in. w Cairns w Australii, we Francji (Souleuvre Viaduct), w Niemczech, Stanach Zjednoczonych, Meksyku oraz w Indonezji. Upierał się, że nazwę tego sportu ekstremalnego należy pisać przez "y", a nie przez "ee".
Hackett znany jest z kilku rekordów Guinnessa:
- 1988: skok z Auckland Stock Exchange Tower – pierwszy skok z budynku
- 1990: 380-metrowy skok z helikoptera – pierwszy na świecie
- 2000: skok z najwyższego na świecie mostu wiszącego Royal Gorge Bridge
- 2007: najwyższy i najdłuższy skok z helikoptera w Malezji na wysokości 1499 metrów z użyciem nowej techniki.